# Marlyn Glen

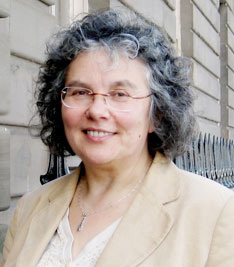
Marlyn Glen

Marlyn Glen (* 1951 in Dundee) ist eine schottische Politikerin und Mitglied der Labour Party.

## Leben
Glen besuchte die Kirkton High School in Dundee und studierte dann Pädagogik, Sonderpädagogik und Psychologie an der Universität St Andrews, der  Universität Dundee sowie der Open University. Anschließend war sie als Englischlehrerin in Liverpool, an der Ravenspark Academy in Irvine und der Baldragon Academy in Dundee tätig.

## Politischer Werdegang
1993 wurde Glen in den Stadtrat von Dundee gewählt. Nach dem Rücktritt des Labour-Politikers und Unterhausabgeordneten des Wahlkreises Dundee East John McAllion war Glen zunächst als Nachfolgerin für die Unterhauswahlen 2001 vorgesehen, wurde dann jedoch durch Iain Luke ersetzt. Bei den ersten schottischen Parlamentswahlen im Jahre 1999 war Glen auf dem zweiten Rang der Regionalwahlliste der Labour Party für die Wahlregion North East Scotland gesetzt. Infolge des Wahlergebnisses erhielt sie aber keines der sieben Listenmandate und verpasste damit den Einzug in das neugeschaffene Schottische Parlament. Zu den Schottischen Parlamentswahlen 2003 war Glen auf den ersten Rang der Regionalwahlliste gesetzt und errang erstmals ein Listenmandat der Wahlregion. Bei den folgenden Parlamentswahlen 2007 verteidigte sie ihr Mandat. Nachdem Glen ankündigte zu den Parlamentswahlen 2011 nicht mehr anzutreten, schied sie zum Ende der Wahlperiode aus dem Parlament aus.